# توبكس
مؤشر أسعار الأسهم في طوكيو، والمروف بشكل عام بـ TOPIX، مع نيكاي 225، هو مؤشر مهم لسوق الأوراق المالية لبورصة طوكيو للأوراق المالية (TSE) في اليابان ، ويتتبع جميع الشركات المحلية من القسم الأول للبورصة. يتم حسابها ونشرها من قبل بورصة طوكيو. اعتبارًا من 1 فبراير 2011، هناك 1,669 شركة مدرجة في القسم الأول من بورصة طوكيو، والقيمة السوقية للمؤشر كانت 197.4 تريليون ين.

## مكون TOPIX
| مكون                        | وزن |
| --------------------------- | --- |
| معدات النقل                 | 12٪ |
| الأجهزة الكهربائية          | 12٪ |
| البنوك                      | 10٪ |
| المعلومات والاتصالات        | 7٪  |
| مواد كيميائية               | 5٪  |
| مجموعة آلات                 | 5٪  |
| تجارة الجملة                | 4٪  |
| الأدوية                     | 4٪  |
| تجارة التجزئة               | 4٪  |
| مواصلات برية وسائل نقل برية | 4٪  |
| طعام                        | 4٪  |
| العقارات                    | 4٪  |
| الآخرين                     | 24٪ |

## روابط خارجية
- صفحة Bloomberg لـ TPX: IND
- بورصة طوكيو: مؤشر أسعار الأسهم - في الوقت الحقيقي
- بورصة طوكيو: بيانات قيمة المؤشر